# Pedro Pérez
Pour les articles homonymes, voir Pérez.
Pedro Damián Pérez Dueñas (né le 23 février 1952 à Pinar del Río et mort le 18 juillet 2018 à La Havane) est un athlète cubain spécialiste du triple saut, ancien détenteur du record du monde.

## Biographie
Le 5 août 1971 à Cali, Pedro Pérez remporte la finale des Jeux panaméricains à Cali en Colombie avec la marque de 17,40 m, améliorant d'un centimètre le record du monde de la discipline détenu par le Soviétique Viktor Saneïev depuis les Jeux olympiques d'été de 1968.
Le Cubain s'illustre par ailleurs lors des Jeux d'Amérique centrale et des Caraïbes en remportant le titre du triple saut en 1970, 1971 et 1974. Il prend la 24e place des Jeux olympiques de Munich en 1972, et échoue au pied du podium des Jeux de Montréal de 1976 avec la marque de 16,81 m.

#### Article de presse
- L'Équipe Athlétisme Magazine, n° 40 du 27 juillet 1972, reportage de deux pages, Ricardo Agacino, illustré de quatre photos (dont l'une sous le regard de l'ex-recordman du monde, Leonide Tcherbakov, a comparé le jeune triple-sauteur au Brésilien Adhémar Ferreira Da Silva, champion olympique en 1952 et 1956).